# Go-Jo
Marty Jo Zambotto, mer känd under artistnamnet Go-Jo, född 1995, är en australisk sångare och låtskrivare. Han representerade Australien i Eurovision Song Contest 2025 med låten "Milkshake Man". Låten är skriven av Zambotto tillsammans med Amy Sheppard, George Sheppard och Jason Bovino. Bidraget gick inte vidare till final.